# 大坪暮蟬
大坪暮蟬（学名：Tanna taipinensis）为蟬科暮蟬屬下的一个种，成蟲於每年5至8月出沒，常見於中、低海拔山區的喬木，具趨光性，臺灣特有種，舊名「大坪蜩」（標本產地大坪，位於新竹北埔），體型相似陽明山暮蟬（Tanna sozanensis），公蟬體長約31—35（1.2—1.4英寸），母蟬第8腹節密部銀色鱗毛且無白粉覆蓋，體長約23—25（0.91—0.98英寸），分布於新竹北埔、埔里、日月潭、嘉義阿里山交力坪、大坑山。